# 林雪平中央車站
林雪平中央車站（瑞典語：Linköpings centralstation）是瑞典東約特蘭省首府林雪平的主要鐵路車站，啟用於1872年，由建築師阿道夫·W·埃德斯瓦德設計。